# Dan Clark (cestista)
Daniel Mark Clark, detto Dan (Londra, 16 settembre 1988), è un ex cestista britannico di formazione spagnola.

## Carriera
Con la Gran Bretagna ha disputato i Giochi olimpici di Londra 2012 e cinque edizioni dei Campionati europei (2009, 2011, 2013, 2017, 2022).